# Zone
Zone (Zòne oppure Hù in dialetto bresciano) è un comune italiano di 1 031 abitanti della provincia di Brescia in Lombardia.
Il territorio di Zone è caratterizzato dalla presenza nella località di Cislano delle Piramidi di Erosione, importante testimonianza dell'evoluzione geologica del periodo glaciale e post-glaciale alpino, particolare fenomeno di erosione che ha creato alte guglie che reggono grossi massi.

## Geografia fisica

### Territorio

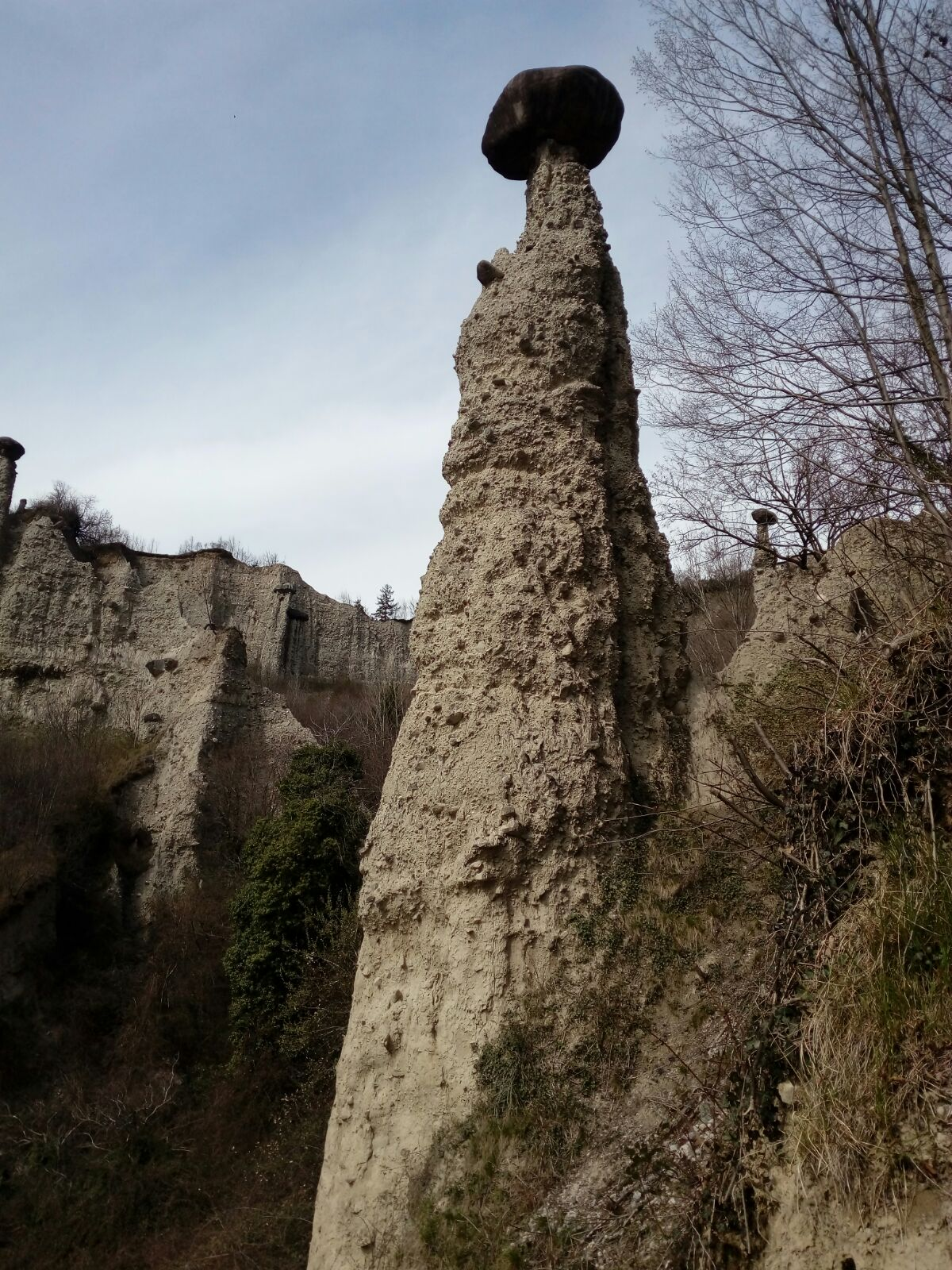
Piramide di Erosione

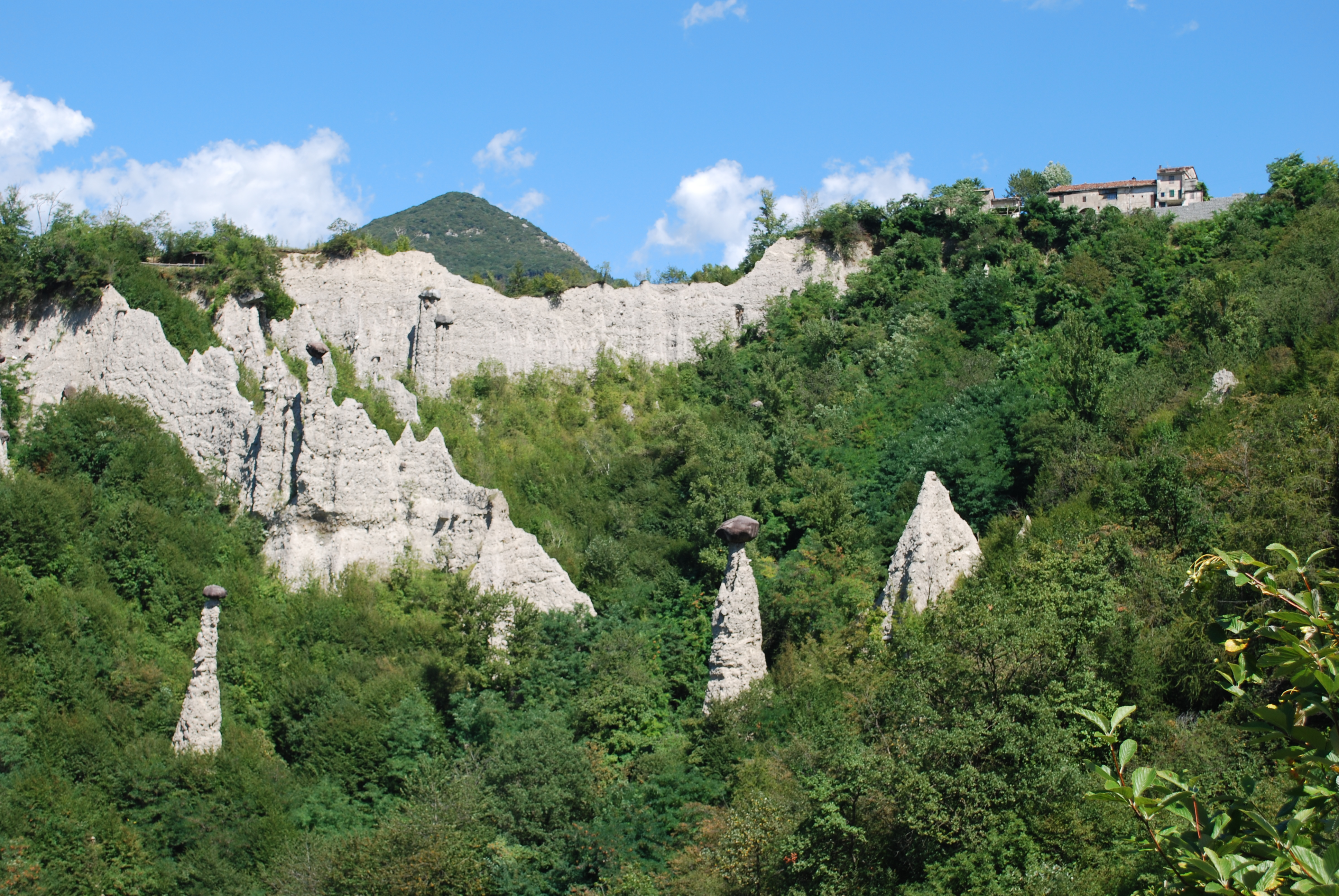
Piramidi di Zone

Sul territorio del comune in frazione Cislano è presente la Riserva Regionale delle Piramidi di terra, enormi colonne di terra sormontate da massi più grossi, che proteggono la colonna sottostante dall'azione erosiva dell'acqua. Fenomeni simili sono presenti a Segonzano (TN), a Postalesio (SO) e in alcune località dell'Alto Adige.

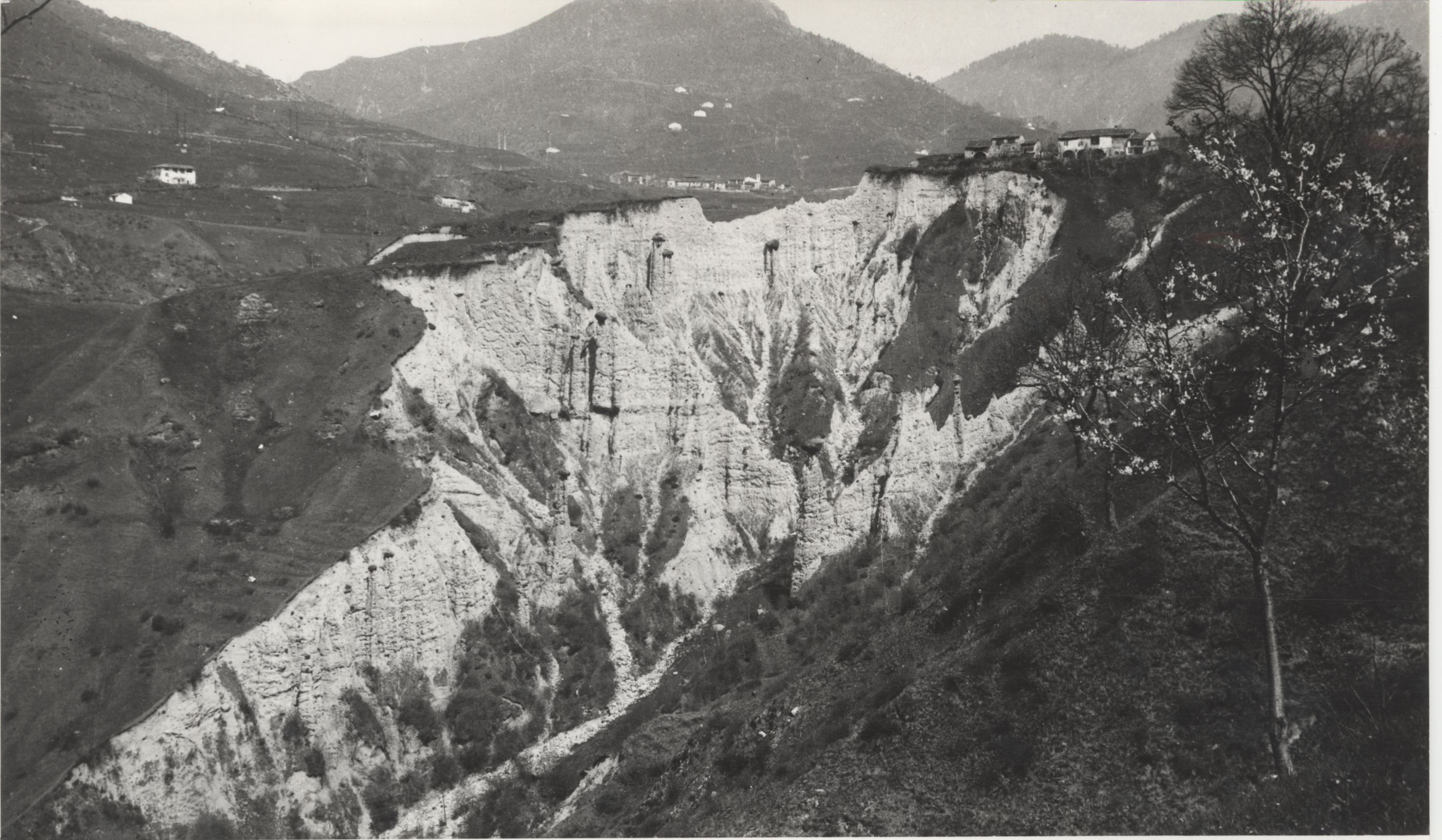
Erosione del suolo, 1957. Archivio storico del Touring Club Italiano.

## Origini del nome
Il toponimo Zone secondo lo storico Alessandro Sina, deriverebbe dal termine jugone tradotto in "valico", nome di origine romana. Sarebbe questo l'accrescitivo del latino jugum. Il territorio infatti è presso il valico Croce di Zone tra i comuni di Pisogne e Marone collegamento tra la val Trompia e la val Camonica. Il territorio fu infatti luogo di passaggio per viandanti e abitato fin dall'antichità.

## Storia

### Origini
Il territorio di Zone conserva tracce di un'antica storia, sicuramente fu occupato già in epoca romana come testimonia la pianta urbanistica dell'antica contrada Zuzano. Secondo gli storici la località fu oggetto d'attenzione se non di fondazione romana, proprio per la sua posizione di passaggio al valido della Croce e quindi probabile sede di manieri che dovevano difendere il territorio dalle ultime comunità dei camuni, popolo della val Camonica. Tracce di edifici d'epoca romana, sono stato ritrovati in prossimità dei Corni Capreni in località Pagà, nonché tracce di un'antica strada sempre d'epoca romana in prossimità del settecentesco santuario mariano del Disgiolo. D'epoca tardo romana sono invece i resti di antiche sepolture rinvenute nella contrada Cislano. Testimonianza del passaggio dell'esercito romano nel 16 a.C. è la strada che congiunge la costa del lago d'Iseo alla Valcanonica, strada che permise la conquista da parte dei romani del territorio camuno.

#### Cacciata del Commissario prefettizio nel 1925
Dalle cronache dei quotidiani e dalla testimonianza popolare si racconta di un fatto molto particolare, avvenuto nel febbraio del 1925 quando un ferrarese, tale Giovanni Berghinzoni, successe come Commissario prefettizio a Bonomelli. Appena insediatosi, Berghinzoni se la prese con il parroco e l'amministrazione dell'asilo. Il clima politico in quegli anni in Italia non era dei migliori ma a Zone i fascisti erano mal visti e minacciati dalla popolazione tanto che i gerarchi fascisti bollarono il paese come "fuori legge". Gli atteggiamenti iniziali del Berghinzoni non furono d'aiuto per calmare gli animi, al contrario questi furono ulteriormente inaspriti dall'imposizione della tassa sul libero pascolo delle capre e il divieto di cantare canzoni antifasciste. Come raccontato da "Il Popolo di Brescia", nella giornata di giovedì 16 marzo 1925 una settantina di donne, partite dalla frazione di Cislano e dal paese, si recarono silenziosamente in municipio, salirono le scale tra urla e grida ed entrarono d'impeto nell'ufficio del Commissario. Il gruppo riuscì ad immobilizzarlo e a sottrargli la pistola, si cercò anche di gettarlo dalle scale ma questi fu salvato dall'intervento di alcuni soccorritori e fuggì. Successivamente arrivarono gli agenti del Commissario di pubblica sicurezza che interrogarono alcune persone e ne arrestarono altre cinque. Date queste premesse, l'ideologia fascista non riuscì mai a radicarsi nella popolazione del paese.

### Simboli
Il comune ha adottato nel 1975 un emblema azzurro di forma quadrata raffigurante tre camini delle fate (guglie sormontate da un grosso masso) denominati Piramidi di Zone, accompagnato dalla dicitura Communitas alpina zonensis e circondato da due rami di abete.

## Monumenti e luoghi d'interesse

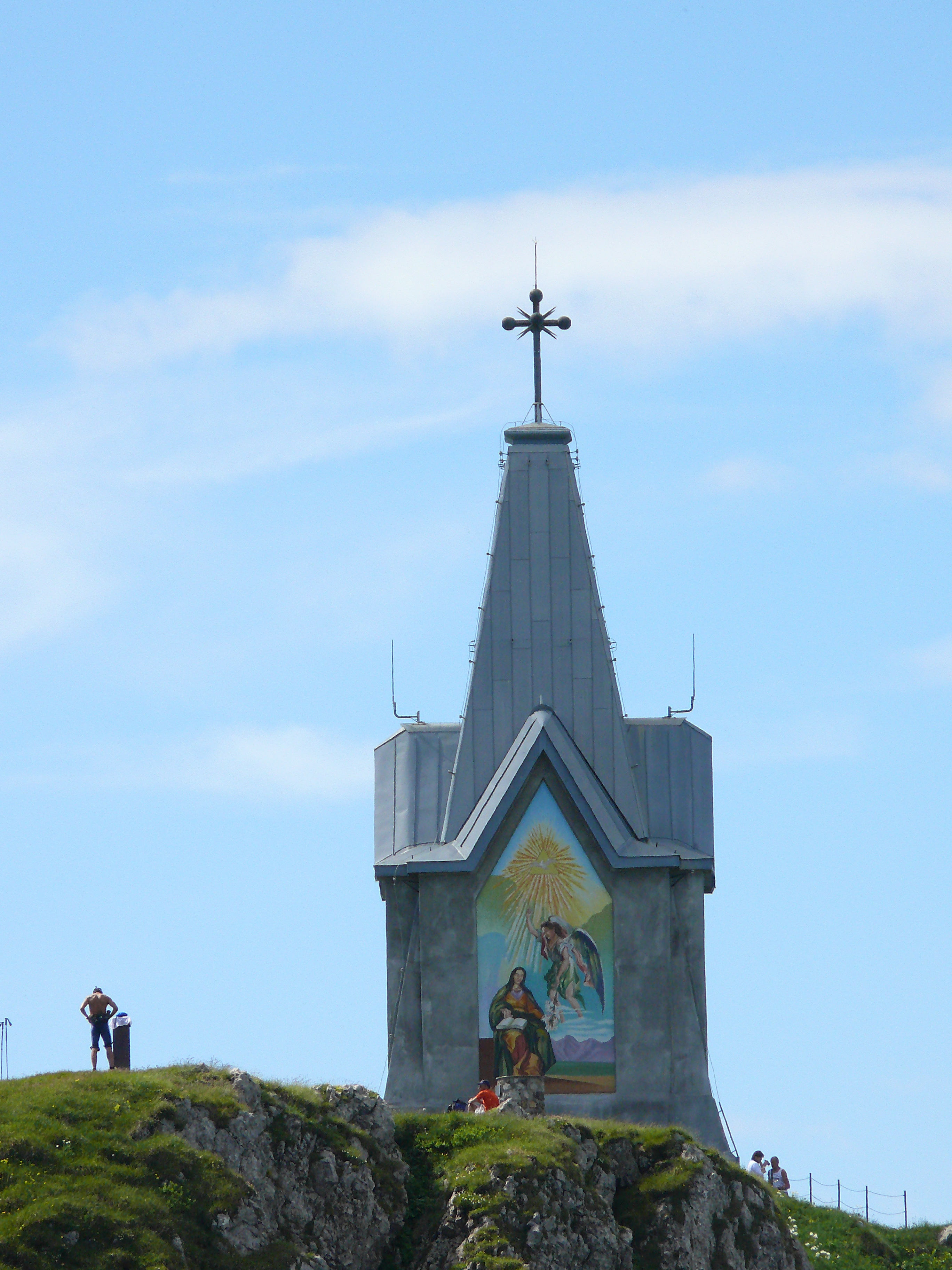
Monumento al Redentore (Monte Guglielmo)

- La chiesa parrocchiale dedicata a san Giovanni Battista risalente al XV secolo conserva opere lignee della bottega Fantoni di Rovetta nonché dipinti di Francesco Paglia e Domenico Voltolini.[11]
- L'antica chiesa di San Giorgio posta nella contrada Cislano, risalente al XII secolo dalle linee molto semplici con facciata a capanna, e con tre navale ospita all'interno affreschi risalenti al Cinquecento. Conserva l'antica vasca battesimale riportante la data del 1404.[12]
- La chiesa dei santi Ippolito e Cassiano, edificata nel XV secolo, si sviluppa su tre campate e conserva affreschi quattrocenteschi raffiguranti storie di santi e di Gesù.[13]
- La chiesa di Sant'Antonio abate edificata nel XVI secolo nella contrada Cusato probabilmente elevata su un luogo di culto precedente che accoglieva anche un piccolo lazzaretto retto dai frati antoniani che erano dediti alla cura degli ammalati.[14]
- Il piccolo santuario della Madonna del Disgiolo, edificato a seguito di un evento ritenuto miracoloso nel Settecento, è posto dislocato dal centro di Zone e si presenta di piccole dimensioni.
- Del 1901 è l'edificio presente sul monte Guglielmo dedicato al Redentore, consacrato il 24 agosto 1902 fu successivamente oggetto di atti vandalici che ne avevano precluso la stabilità. Venne quindi restaurato nella seconda metà del Novecento riportandolo alla sua originale conformazione.[15]

## Amministrazione

### Regno d'Italia (dal 1860 al 1946)[16]
| Periodo                      | Primo cittadino                  | Partito | Carica                  |
| ---------------------------- | -------------------------------- | ------- | ----------------------- |
| 1899 - 1902                  | Sina Giovanni (Maresciallo Sina) | -       | Sindaco                 |
| 1902 - 1911                  | Bazzana Battista                 | -       | Sindaco                 |
| 1911 - 1914                  | Almici Rocco (Zaccarie)          | -       | Sindaco                 |
| 1914 - 1915                  | Zatti d. Francesco               | -       | Sindaco                 |
| 1915 - 1920                  | Tedoldi Antonio (Tomasa)         | -       | Sindaco                 |
| 1920 - febbraio 1924         | Zatti Giacomo (Tedöla)           | -       | Sindaco                 |
| febbraio 1924 - 1925         | B. Bonomelli                     | -       | Commissario prefettizio |
| 1926 - 1930                  | Sina Giovanni                    | -       | Podestà                 |
| 1930 - 1937                  | Tedoldi Antonio (Tomasa)         | -       | Podestà                 |
| 1937 - settembre 1942        | Morelli cav. Mattia              | -       | Podestà                 |
| settembre 1942 - agosto 1945 | Moglia Sergio                    | -       | Commissario prefettizio |
| agosto 1945 - aprile 1946    | Almici Mario (Panechi)           | -       | Sindaco                 |

### Repubblica Italiana (dal 1946)[16]
| Periodo                     | Primo cittadino        | Partito      | Carica             |
| --------------------------- | ---------------------- | ------------ | ------------------ |
| 1946 - 1956                 | Almici Mario (Panechi) | -            | Sindaco            |
| 1956 - 1961                 | Danesi Leandro         | -            | Sindaco            |
| 1961 - 1964                 | Danesi Pierino         | -            | Sindaco            |
| aprile 1964 - dicembre 1964 | Sina Giacomo (Baset)   | -            | Vicesindaco (f.f.) |
| 1964 - 1972                 | Franchi Ing. Raul      | -            | Sindaco            |
| 1972 - 1975                 | Cagni Luigi            | -            | Sindaco            |
| 1975 - 1999                 | Almici Zaccaria        | D.C.         | Sindaco            |
| 1999 - 2009                 | Marchetti Pio Battista | Lista civica | Sindaco            |
| 2009 - in carica            | Zatti Marco Antonio    | Lista civica | Sindaco            |